# Ismaël Omar Mostefaï
Ismaël Omar Mostefaï (* 21. November 1985 in Courcouronnes; † 14. November 2015 in Paris) war ein französischer islamistischer Terrorist. Er war einer der Täter der Terroranschläge vom 13. November 2015 in Paris.

## Leben
Ismaël Omar Mostefaï wurde am 21. November 1985 in einer Pariser Banlieue geboren, als Sohn eines Algeriers und einer zum Islam übergetretenen Portugiesin. Er hatte zwei Brüder und zwei Schwestern. Bis 2012 lebte er in Chartres. Laut Ermittlern ist es sehr wahrscheinlich, dass Mostefai sich im Winter 2013/14 während des Bürgerkriegs in Syrien aufgehalten hat. Dort habe er sich zum Teil radikalisiert. Die Ermittler fanden Hinweise für seine Durchreise in der Türkei, wo sich aber seine Spur verlor. Ismaël Omar Mostefaï wurde 2010 Vater einer Tochter. Im selben Jahr wurde er als Hochrisiko-Person für eine mögliche Radikalisierung eingestuft. Einige Zeit wurde er im Fiche S geführt, einem Register für mögliche Gefährder der Staatssicherheit.

## Anschlag
Am Freitagabend, den 13. November 2015, fuhr Ismaël Omar Mostefaï um 21.40 Uhr zusammen mit zwei anderen Männern in einem schwarzen VW Polo vor die Pariser Konzerthalle Bataclan. Alle waren mit AK-47-Sturmgewehren bewaffnet und mit TATP-Sprengstoffwesten bekleidet. In dem Konzertsaal begann die Gruppe in die Menge zu schießen und Geiseln zu nehmen. Bevor die Männer sich in dem Saal in die Luft sprengten, lieferten sie sich mit Polizisten ein Wortgefecht: Es sollen die Worte „Syrien“ und „Irak“ gefallen sein. Als die Brigade de recherche et d’intervention (BRI) stürmte, zündeten die Männer ihre Sprengsätze.

## Ermittlungen
Bei einer der Explosionen muss ein Teil des Fingers von Mostefaï abgesprengt worden sein. Dieser wurde später von den Ermittlern gefunden und dessen Fingerabdruck ausgewertet. Damit wurde Ismaël Omar Mostefaï als erster der Attentäter identifiziert. Mostefaï war der Polizei bekannt, da er wegen kleinerer Delikte belangt wurde und seine Fingerabdrücke im System der Polizei gespeichert waren.